# Бласко Нуньєс Вела
Бласко Нуньєс Вела (ісп. Blasco Núñez Vela; 1490 — 18 січня 1546) — перший віце-король Перу, призначений іспанським королем Карлом V Габсбургом для наведення порядку в колонії та проведення нових колоніальних законів, що захищають права корінного населення Перу.

## Життєпис
Бласко Нуньєс Вела народився 1490 року в сім'ї зі старого іспанського аристократичного роду. Був лицарем Ордену Сантьяго . Призначений корехидором Малаги та Куенки.
У березні 1542 року Бласко Нуньєс Вела був призначений віце-королем Перу для проведення нової політики захисту прав корінного населення Перу. Для цього королем були прийняті нові закони, розроблені священиком Бартоломе де Лас Касасом, який був послідовним борцем за права корінного населення Перу, яке пригнічували конкістадори і перші іспанські переселенці. Користуючись віддаленням від влади, конкістадори нещадно експлуатували корінне населення з жахливою жорстокістю, найчастіше виправдовуючи свої дії тим, що ці народи язичники. Бласко Нуньєс Вела мав навести лад у Перу і припинити таке жорстоке поводження з людьми.
Для уведення нових законів та припинення непокори від конкістадорів у Перу Бласко Нуньєс Вела отримав широкі повноваження та використовував війська. Також до Перу з ним було відправлено так звану «Аудієнцію», тобто чиновників, слідчих та суддів.
У Ліму Бласко Нуньєс Вела прибув 17 травня 1544 року, де був прийнятий з королівськими почестями та приведений до присяги. Після розповсюдження новин про запровадження нових законів він зіткнувся з найжорстокішим опором місцевого чиновництва та духовенства. Спостерігаючи опозицію до його нових законів, він засумнівався в необхідності їх запровадження і вирішив приєднатися до ініціаторів написання листа місцевих іспанських землевласників до короля з проханням скасувати нововведення. Згодом він відмовився виступити з ініціативою такого листа. Опір місцевої влади погіршив його становище і він наказав взяти під варту свого попередника, колишнього губернатора Перу Крістобаля Вака де Кастро, а пізніше вислав його до Іспанії . У запалі розмови він був змушений також особисто заколоти кинджалом обвинуваченого ним у зраді Ільяна Суареса де Карвахаля . Смерть Ільяну де Карвахаля призвела до розриву Аудієнції з віце-королем. Аудієнція вважала, що може скористатися підтримкою Гонсало Пісарро, невдоволеного новими законами та очолити повстання, що почалося на той час. В результаті Бласко Нуньєс Вела був заарештований і взятий під варту, потім його відправили на острів Сан-Лоренсо для подальшого відправлення до Іспанії, на острові його було передано до рук судді Альвареса. Після відплиття з острова до Панами суддя Альварес відпустив Бласко Нуньєс Вела і за його наказом корабель повернув назад до Перу.
Бласко Нуньєс Вела висадився на узбережжя в Тумбес, зібрав армію і вирушив назустріч бунтівній армії конкістадорів. Тим часом Гонсало Пісарро на чолі з 1200 добре озброєних конкістадорів урочисто в'їхав до Ліми і був приведений до присяги Аудієнцією як тимчасовий губернатор Перу до призначення королем нового намісника. Обидві сторони заявляли про те, що вони діють від імені короля і представляють інтереси іспанської корони.

## Епідемія 1546 року в Перу
За Бласко Нуньєса Вела сталася одна з найбільших епідемій. У 1553 році вона згадується в книзі « Хроніка Перу» Сьєса де Леона :
"Розкажу тут про те, що [трапилося] у минулому [15] 46 році в цій провінції Кімбая. Коли віце-король Бласко Нуньєс Вела перебував в оточенні заворушень, викликаних Гонсало Пісарро та його поспішниками, по всьому королівству Перу пройшов загальний мор: що почався з Куско і поширився по всій землі, люди помирали у великій кількості. Хвороба розвивалася так: вражала головним болем, загострення супроводжувалося досить високою температурою, а потім біль від голови переходив до лівого вуха, і загострювалася так, що хворі помирали через 2-3 дні. Прийшов мор і до цієї провінції. "
Бласко Нуньєс Вела в 1546 році направив свою армію з Сан-Мігеля, поряд з Кіто, сподіваючись на об'єднання з лояльними Нуньєсу військами. Похід супроводжувався постійними сутичками з індіанцями та прихильниками Гонсало Пісарро. Бласко Нуньєс Вела, підозрюючи своїх деяких соратників у зраді, був змушений стратити трьох офіцерів. Нуньєсу вдалося з'єднатися з військами, що його підтримують, а Пісарро тим часом зайняв Кіто. Після чого Пісарро військовою хитрістю вдалося виманити війська віце-короля на відкриту битву, в якій близько 700 солдатів Пісарро завдали нищівної поразки військам Нуньєса чисельністю 300—400 солдатів. Незважаючи на свій вік (Бласко Нуньєсу Вела на момент битви було 56 років), він відважно бився, і з честю загинув у цій битві. Після загибелі його тіло було обезголовлено, а голову було насаджено на спис і доставлено до столиці для демонстрації повної перемоги військ Пісарро.
Після смерті Бласко Нуньєса Вела влада Іспанії, побоюючись втрати нових колоній, ввела нові закони, що значно урізали права корінного населення Перу і повертали всю повноту влади та переваги конкістадорам та іспанським переселенцям.
Король Карл V Габсбург визнав поразку свого віце-короля, і визнаючи його заслуги прийняв його синів у лицарі, одного нагородивши Орденом Сантьяго, а іншого Орденом Алькантара .